# 英国汇丰银行旧址
英国汇丰银行旧址，位于中华人民共和国辽宁省大连市中山区玉光街61号，现为工商银行友好广场支行。已列为大连市文物保护单位。

## 历史
1922年，英国汇丰银行在日本租借地关东州设立大连支店，在玉光街61号美国驻大连领事馆所在地修建大连支店大楼，至1925年建成。汇丰银行退出大陆后，1960年代该建筑改为市政协办公楼，后为市档案馆。

## 建筑
汇丰银行大连支店大楼高四层，具有典型的折衷主义风格，建筑面积3646平方米。外立面采用多立克柱式，雕刻精美。

## 保护
2003年9月29日，英国汇丰银行旧址公布为第五批大连市文物保护单位。